# Rimma Dmitrijewna Goldina
Rimma Dmitrijewna Goldina (russisch Римма Дмитриевна Голдина; geb. 10. November 1941 im Dorf Bolschaja Sosnowa, Region Perm, Sowjetunion) ist eine sowjetisch-russische Archäologin, Historikerin und Professorin. Sie ist Direktorin des Instituts für Geschichte und Kultur der uralischen Völker an der Staatlichen Universität Udmurtien und Leiterin der archäologischen Kamsko-Wjatka-Expedition der Staatlichen Universität Udmurtien.

## Biografie
Goldina schloss die Ochansker Mittelschule mit einer Bronzemedaille ab. Von 1958 bis 1962 studierte sie an der Fakultät für Geschichte der Staatlichen Universität Perm und von 1962 bis 1963 an der Ural-Universität in Swerdlowsk bei Wladimir Fjodorowitsch Gening und Wladimir Antonowitsch Oborin. 1963 bis 1968 arbeitete Goldina als leitende Laborassistentin, 1968 bis 1971 als Doktorandin, 1970 bis 1971 als Assistentin und 1972 Leitende Dozentin des Fachbereichs „Geschichte der UdSSR“ an der Ural-Universität. 1972 wurde sie Dozentin im Fachbereich „Geschichte der UdSSR“ an der Udmurtischen Staatlichen Universität in Ischewsk.
1973 initiierte und leitete Goldina die archäologische Kama-Wjatka-Expedition der Udmurtischen Universität. Bei der Expedition wurden über 1000 antike Denkmäler entdeckt und mehr als 300 Siedlungen und Grabstätten aus verschiedenen Epochen ausgegraben. Dabei wurde einzigartiges Material über die Geschichte der Udmurten, Komi-Permjaken, Mari, Russen und anderer Völker des Urals gesammelt.
Ab 1975 war sie Vorsitzende der Sektion Archäologie der Udmurtischen Sektion der Allrussischen Gesellschaft zum Schutz historischer und kultureller Denkmäler.  1976 bis 1991 war Goldina außerordentliche Professorin und zudem 1980 bis 1991 Dekanin der Fakultät für Geschichte der UdSSR der Udmurtischen Universität. 1987 bis 1991 leitete sie den Fachbereich für vorrevolutionäre Geschichte Russlands. Ab 1991 war Goldina Leiterin des Fachbereichs für Archäologie und Geschichte primitiver Gesellschaften und gleichzeitig seit 1992 Direktorin des Forschungsinstituts für Kultur und Geschichte der Völker des Urals an der Udmurtischen Universität. 1991 verteidigte Goldina ihre Doktorarbeit mit dem Thema „Oberes Kama-Gebiet in der zweiten Hälfte des ersten Jahrtausends“ an der Moskauer Staatlichen Universität. 1992 erhielt sie den Professorinnentitel. Ab 1993 war Goldina Vorsitzende des Dissertationsrates zur Verteidigung von Dissertationen in Archäologie, Ethnographie, Nationalgeschichte. Sie bereitete mehr als 30 Kandidaten und Doktoranden der Geschichtswissenschaften auf deren Verteidigung vor.
Goldinas Forschungsinteressen gelten der alte Geschichte und Kultur der Völker des Urals und der Ethnogenese der permjakischen Völker. An den Problemen der Ethnogenese arbeitet sie aktiv an der Schnittstelle von vergleichender Linguistik, Dialektologie, Ethnographie, Toponymie, Folklorestudien und Anthropologie.
Sie ist Gründerin der archäologisch-wissenschaftlichen Schulen in Udmurtien.
Goldina gründete das Museum für Alte Geschichte der Region Kama an der Fakultät für Geschichte an der Udmurtischen Universität.

### Auszeichnungen
- 1991: Verdienter Wissenschaftler der Udmurtischen Republik
- 1996: Verdienter Mitarbeiter der Höheren Schule der Russischen Föderation.
- 2001: Staatspreis der Udmurtischen Republik für das Buch Antike und mittelalterliche Geschichte der Udmurter

## Schriften
Goldina ist Autorin von über 200 wissenschaftlichen Arbeiten.
- Drevni︠a︡i︠a︡ i srednevekovai︠a︡ istorii︠a︡ udmurtskogo naroda. Udmurtskiĭ universitet, Izhevsk 1999, ISBN 5-7029-0158-4 (russisch, russisch: Древняя и средневековая история удмуртского народа.).
- Tarasovskij mogil·nik I – V vv. na Srednej Kame / 1. Udmurtija, Iževsk 2004, ISBN 5-89806-060-X (russisch, russisch: Тарасовский могильник I—V вв. на Средней Каме.).
- Siluėty rastai︠a︡vshikh vekov. Udmurtii︠a︡, Izhevsk 1996, ISBN 5-7659-0728-8 (russisch, russisch: Силуэты растаявших веков : [О работе Кам.-Вят. археол. экспедиции Удмурт. ун-та].).
- Tipologii︠a︡ i datirovka arkheologicheskikh materialov Vostochnoĭ Evropy : mezhvuzovskiĭ sbornik nauchnykh trudov. Izd-vo Udmurtskogo universiteta, Izhevsk 1995, ISBN 5-7029-0125-8 (russisch, russisch: Типология и датировка археологических материалов Восточной Европы : Межвуз. сб. науч. тр.).
- R.D. Goldina, W.A. Kananin: Srednevekovye pamjatniki verchov'ev Kamy. Uraler Universität, Swerdlowsk 1989 (russisch, russisch: Средневековые памятники верховьев Камы.).
- Novye archeologičeskie issledovanija na territorii Urala. Uraler Universität, 1987 (russisch, russisch: Новые археологические исследования на территории Урала.).
- R.D. Goldina, N.W. Wodolago: Lomowatowskaja kultura w Werchnem Prikamje. Universität Irkutsk, Irkutsk 1985 (russisch, russisch: Ломоватовская культура в Верхнем Прикамье.).
- Ivanova, M. G. (Margarita Grigorʹevna), Иванова, Маргарита Григорьевна., Udmurtskiĭ institut istorii, i︠a︡zyka i literatury., Удмуртский институт истории, языка и литературы.: Istorii︠a︡ Udmurtii s drevneĭshikh vremen do XV veka. Udmurtskiĭ in-t istorii, i︠a︡zyka i literatury UrO RAN, Izhevsk 2007, ISBN 5-7691-1980-2.